# Rusznyák István
Rusznyák István (Budapest, 1889. január 22. – Budapest, 1974. október 15.) orvos, belgyógyász, egyetemi tanár, dékán, klinikaigazgató, az MTA tagja (levelező: 1946, rendes: 1946), majd elnöke 1949-től 1970-ig.

## Kutatási területe
Vérfehérjék, a vér alkatrészeinek vegyi vizsgálata. Műtét utáni vérkeringési zavarok keletkezése és elhárítása. Vitaminkérdés. Vesepatológa. A nyirokkeringés fiziológiai és patológiai jelentősége.

## Életpályája
Zsidó vallású értelmiségi családból származott. Apja Rusznyák Samu (1856–1936) ügyvéd, anyja Beer Riza (Rebeka) volt. 1911-ben a Budapesti Tudományegyetem Orvostudományi Karán szerezte meg orvosi oklevelét. A kórbonctani intézetben dolgozott, majd 1912-től a Korányi Sándor által vezetett II. sz. Belgyógyászati Klinika díjtalan gyakornoka lett. Harcolt az első világháborúban. 1926-ban magántanárrá habilitálták, adjunktusként dolgozott tovább.
1931–1945 között a szegedi Orvostudományi Karon a Belgyógyászati Klinika igazgatói feladatait látta el. 1937/38-as tanévre megválasztották dékánnak. 1944 június végén a németek családjával együtt deportálták, de a szegedi egyetem közbenjárására Ausztriában a vagonból kiemelték és Budapestre hozták vissza. A második világháború végén már Budapesten volt.
Budapesten 1945–1946-ban a budapesti II. sz.; 1946–1963 között az I. sz. Belgyógyászati Klinika tanszékvezető egyetemi tanáraként dolgozott. 1946-ban az MTA levelező, majd rendes tagjává választották. 1963-ban az I. sz. Belgyógyászati Klinikán befejezte működését, nyugdíjba vonult, de a tudományos közéletben továbbra is bent maradt, mint az MTA elnöke (1949–1970) és mint a Kísérleti Orvostudományi Kutatóintézet vezetője (1949–1970), utóbb tudományos tanácsadója (1971-től haláláig).
Tudományos tisztségeiből adódóan életében jelentős szerepet játszott a tudományszervezés és a nemzetközi kapcsolatok ápolása, a politikai színtéren is megmérettette magát. 1949–1967 között tagja volt az Országgyűlésnek.

## Válogatott művei
- A máj és epeutak betegségei (Molnár Bélával; Budapest, 1933)
- Die Eiweisskörper der Blutplasmas (társszerzőkkel; Dresden-Leipzig, 1938)
- A hiányos és egyoldalú táplálkozás (Debrecen, 1940)
- A nyirokkeringés élet- és kórtana (Földi Mihállyal, Szabó Györggyel; Budapest, 1955)[9]
- A nyirokkeringés jelentősége, Orvosi Hetilap, (1959)
- A hypophysis-mellékvesekéregrendszer szerepe trophikus zavarok kialakulásában. Társszerzőkkel. Magyar Tudományos Akadémia Biológiai és Orvosi Tudományok Osztályának közleményei, (1960)
- Vizsgálatok a rutin és ascorbinsav kapilláris resistentiára kifejtett hatására vonatkozóan patkányban. Többekkel. A Magyar Tudományos Akadémia Biológiai és Orvosi Tudományok Osztályának Közleményei, (1962)

## Tudományos tisztség
- Orvosok lapja főszerk.
- Orvosi Hetilap főszerk.

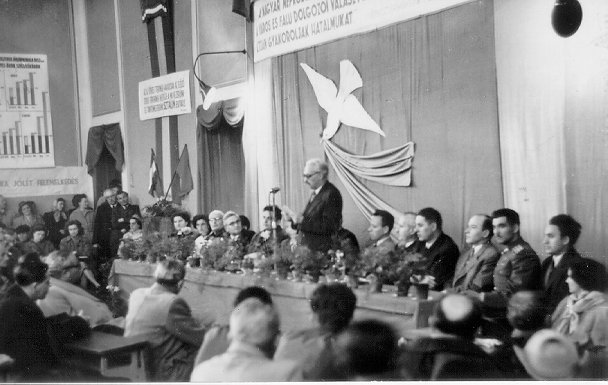
Rusznyák István választási beszédet mond 1953. május 9-én a SZTE aulában

- Acta Medica Hungarica főszerk., 1950–
- Magyar Tudományos Akadémia, elnök, 1949–1970
- Bolgár Tudományos Akadémia levelező tagja, 1948–
- Szovjet Tudományos Akadémia, külföldi tag, 1958–
- Csehszlovák Tudományos Akadémia, rendes tag, 1960–
- Lengyel Tudományos Akadémia, külföldi tag, 1962–
- Berlini Német Tudományos Akadémia, levelező tag, 1962–
- Román Tudományos Akadémia, tiszteletbeli tag, 1965–
- Svájci Orvostudományi Akadémia, levelező tag, 1966–
- Jugoszláv Tudományos és Művészeti Akadémia, levelező tag, 1966–

## Társasági tagság

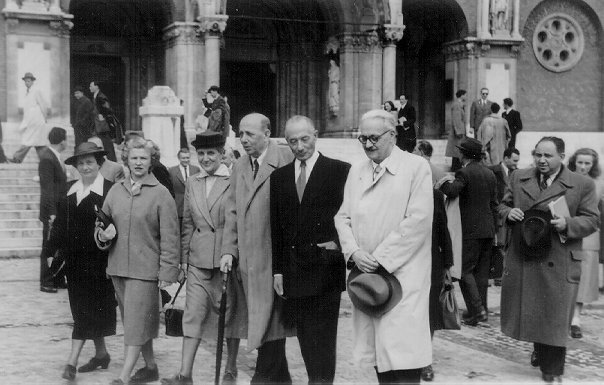
(Jobbról balra) Rusznyák István, Hetényi Géza, Kautch német professzor, Kautch felesége, Issekutzné, Korányi Erzsébet a Dóm téren, Szegeden, 1954

- Korányi Sándor Társaság, elnökségi tag
- Magyar Farmakológiai Társaság
- Magyar Élettani Társaság
- Magyar Belgyógyász Társaság
- Magyar Urológusok és Nefrológusok Társasága
- Soc. Int. de Médecine Interne, 1950–
- Int. Soc. of Lymphology, tiszteletbeli tag, 1955–
- Union Int. d'Angiologie, tiszteletbeli alapító tag, 1961–
- Csehszlovák J. E. Purkyne Orvostudományi Társaság, 1963–
- British Medical Assoc. lev. tag, 1966–

## Fontosabb kitüntetések
- Korányi Sándor-emlékérem, 1948, 1966
- Kossuth-érdemrend (második osztály), 1948
- Kossuth-díj I. fokozat 1949, 1956
- Semmelweis Ignác-emlékérem, 1959
- Akadémiai Aranyérem, 1961
- Lomonoszov-aranyérem (Szovjet Tudományos Akadémia), 1968
- Cirill és Method-rend I. fokozat (Bolgár Tudományos Akadémia alapításának 100. évfordulója alkalmából), 1970